# 1495 Helsinki
Az 1495 Helsinki (ideiglenes jelöléssel 1938 SW) a Naprendszer kisbolygóövében található aszteroida. Yrjö Väisälä fedezte fel 1938. szeptember 21-én, Turkuban.